# Chykie Brown
(en) Statistiques sur pro-football-reference
Chykie Jerrod Brown, né le 26 décembre 1986 à Houston, est un joueur américain de football américain.

## Biographie

### Enfance
Natif de Houston, Brown étudie à la North Shore High School (en) de Cloverleaf et joue pour l'équipe de football américain, évoluant comme cornerback, safety, wide receiver et running back. Sur sa carrière lycéenne, il fait 120 tacles, dix interceptions, huit tacles entraînant une perte de yards pour l'adversaire, quatre fumbles provoqués et trois couverts. Chykie Brown reçoit une nomination dans l'équipe du Texas sur la division 5A et deux sélections dans l'équipe de l'année pour le district. 
Il reçoit des propositions de bourse sportive venant des Tigers de LSU, des Hurricanes de Miami, des Sooners de l'Oklahoma et des Trojans d'USC mais Brown accepte l'offre des Longhorns du Texas.

### Carrière

#### Université
Brown intègre l'université du Texas et fait ses débuts dans l'équipe des Longhorns en 2007 après une saison de redshirt. Il fait partie de la défense des Longhorns permettant à l'université d'être une des meilleures défenses du pays et de la Big 12 Conference. Titulaire pendant ses deux dernières années à la faculté, il est victime d'une blessure à l'avant-bras face aux Wildcats de Kansas State et déclare forfait pour le reste de la saison 2010, terminant sa carrière avec quarante-sept matchs, 106 tacles, deux interceptions, quatre sacks et deux fumbles provoqués.

#### Professionnel
Chykie Brown est sélectionné au cinquième tour de la draft 2011 de la NFL par les Ravens de Baltimore au 164e choix. Après une saison 2011 de rookie où il apparaît lors de sept rencontres, il dispute tous les matchs de la saison 2012 dont un comme titulaire et remporte le Super Bowl XLVII, faisant notamment vingt-cinq tacles et quatre passes repoussées sur ce championnat. Brown reste dans la rotation des cornerbacks pendant deux saisons mais après une défaite face aux Steelers de Pittsburgh en 2014 où il est « complètement dépassé », il est remercié et remplacé par Tramian Jacobs.
Contacté par les Giants de New York, il termine la saison 2014 avec cette franchise disputant huit rencontres dont quatre comme titulaire. Non conservé pour le championnat 2015, Chykie Brown passe une année sans équipe avant de rejoindre les Browns de Cleveland en 2016 et de disparaître du milieu professionnel après cinq derniers matchs.